# Speculazione edilizia

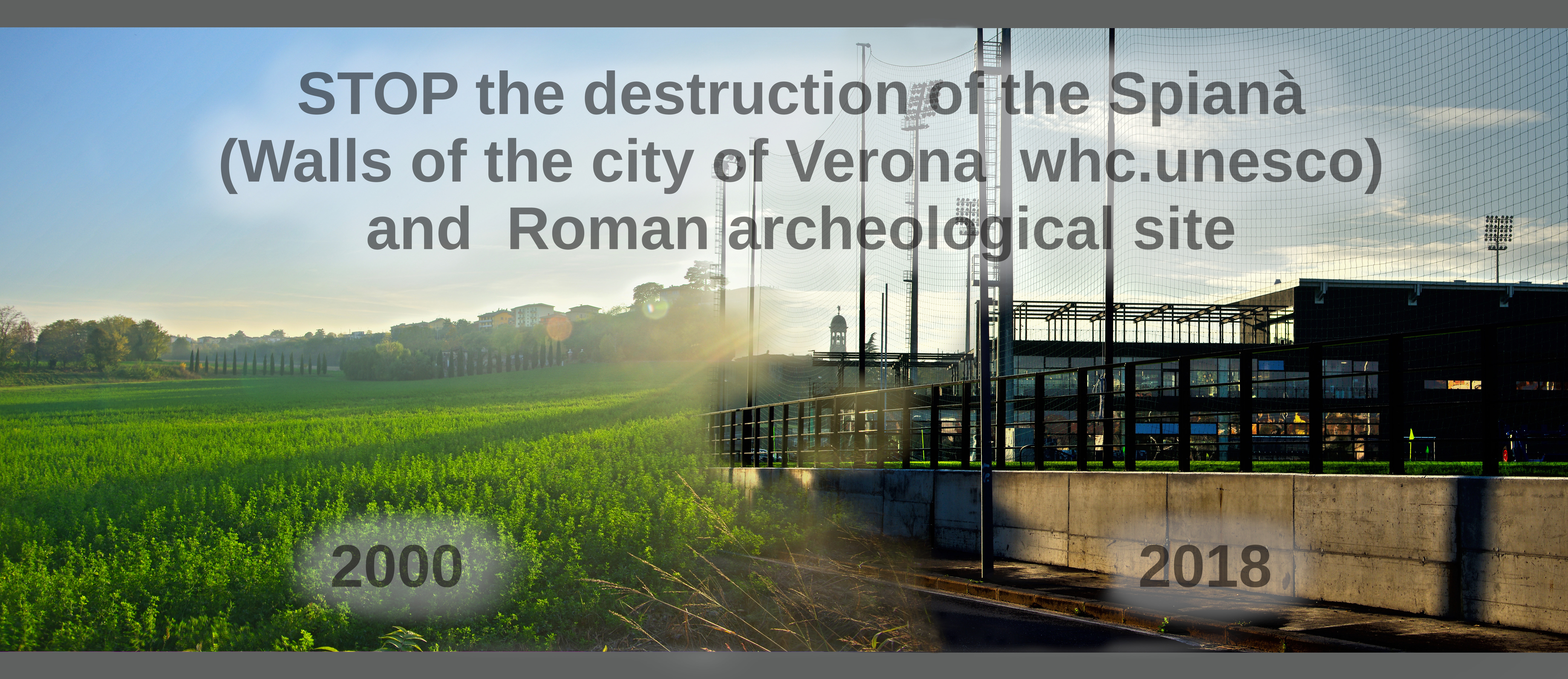
Tipico banner di protesta contro la speculazione edilizia, con il prima e dopo la speculazione.

La speculazione edilizia è una forma di speculazione che vuole lucrare sull'andamento del mercato immobiliare, con l'acquisto e la vendita di terreni ed edifici in fasi successive. Essa riguarda l'acquisizione e la successiva vendita di beni immobili con il fine specifico di guadagnare, generando una plusvalenza, tra il costo di acquisto ed il prezzo di vendita.

## Storia

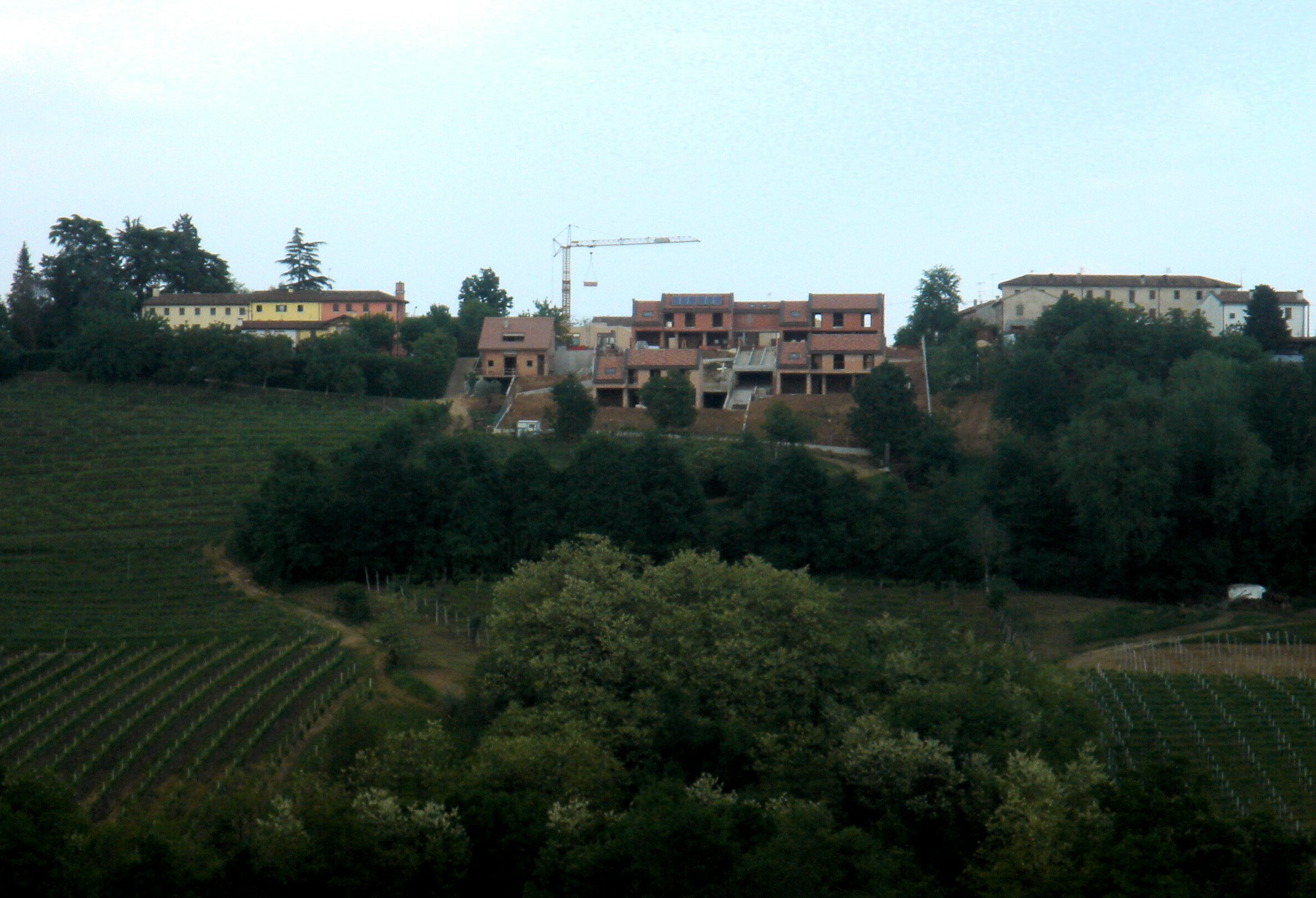
L'alterazione o distruzione di contesti naturali di pregio, come colline o aree boschive, è un fenomeno tipicamente legato alla speculazione edilizia.

La speculazione nel settore edilizio è storicamente legata all'urbanesimo.
Già nella Roma imperiale, con il suo milione di abitanti, esisteva una sorta di sfruttamento intensivo del suolo con la realizzazione delle case per i “plebei” ammassate nelle “insulae”. Si edificano alte costruzioni su diversi piani, che raggiungono anche i 20 metri di altezza, suddivise in piccoli appartamenti sovraffollati e con scarse condizioni igieniche.
Saltando il Medioevo, che fu principalmente un'epoca di spopolamento delle città, rinacque con la rivoluzione industriale, che si sviluppò in Inghilterra nel XVIII secolo, una nuova speculazione urbana legata ancora allo sviluppo caotico delle città intorno alle fabbriche, con la costruzione di abitazioni operaie di bassissimo livello abitabile e sanitario nei quartieri cosiddetti "slums". Il fenomeno si espanderà con l'industrializzazione alle altre nazioni europee ed il suo superamento diventerà uno dei temi principali del Movimento Moderno in architettura.
Nasce quindi l'urbanistica moderna, che si prefigge di combattere attraverso delle regole razionali ed ideali l'urbanizzazione caotica e devastante delle città dove la speculazione edilizia trova campo aperto.

### Nell'Italia del boom economico
Con il boom economico degli anni cinquanta-sessanta, si sviluppa in Italia un conseguente boom edilizio dovuto allo spostamento di grandi quantità di popolazione, alle accresciute attività economiche ed una maggiore ricchezza che si espande verso tutti i ceti sociali.
Le città si espandono a macchia d'olio senza che le amministrazioni né gli architetti ed urbanisti riescano a governare il fenomeno. In tale situazione i terreni inizialmente agricoli divengono in poco tempo, a seguito delle opere di urbanizzazione eseguite dai Comuni, aree edificabili. Lo speculatore non deve far altro che acquistare il terreno a prezzo agricolo ed aspettare le strade, le fognature, l'energia elettrica, ecc. che inevitabilmente verranno costruite sotto spinte di vario genere. Il valore del terreno una volta urbanizzato e divenuto per questo idoneo all'edificazione sale a dismisura e può essere venduto lucrando la differenza divenuta cospicua tra prezzo d'acquisto e prezzo di vendita. Lo storico Denis Mack Smith riporta il dato che nei primi anni sessanta un quarto delle abitazioni costruite a Roma e a Milano violassero le norme allora in vigore sull'edilizia e a Napoli si arrivò addirittura alla metà.
Lo Stato italiano tentò d'intervenire, con scarso successo, una prima volta nel 1962 con il disegno di legge sul "regime dei suoli" elaborato dall'allora Ministro dei Lavori Pubblici, On. Fiorentino Sullo, che prevedeva l'esproprio da parte dei Comuni delle aree destinate all'edilizia residenziale, e la cessione del solo "diritto di superficie" alle società edilizie mediante asta pubblica, dopo la realizzazione delle opere di urbanizzazione primaria (strade, rete elettrica, idrica e fognaria, ecc.). Tale disegno di legge si scontrò con la prevedibile opposizione delle potenti "lobby" dei costruttori edili e delle banche, che sfociò in una virulenta campagna di stampa che provocò l'abbandono del disegno di legge da parte del Governo.
A seguito dello scandalo suscitato dalla frana di Agrigento del 1966, un altro tentativo venne compiuto con la Legge 765 del 1967, detta "Legge ponte", che doveva dare un primo ordine alle problematiche urbane e costituire un "ponte" verso una razionalizzazione e una tutela dell'ambiente costruito in Italia. In realtà, non si riuscì e questo neppure in seguito, ad approntare norme che rappresentassero un progetto di struttura del territorio all'altezza della situazione e di come i bisogni sociali ed economici richiedevano.
Diversi politici, scrittori, giornalisti e registi si sono occupati dell'argomento, generalmente condannandolo, come nel caso della campagna lanciata dal consigliere comunale Aldo Natoli (che coniò al riguardo la celebre espressione «sacco di Roma») o, ad esempio, le famose inchieste giornalistiche di Manlio Cancogni per il settimanale L’Espresso, di Antonio Cederna per Il Mondo e di Roberto Ciuni per il quotidiano L'Ora (che, analogamente a Natoli, parlò di «sacco di Palermo» per indicare la speculazione edilizia in atto nel capoluogo siciliano che comportò la distruzione del suo patrimonio artistico-architettonico e paesaggistico). Italo Calvino nel suo romanzo La speculazione edilizia (1963) descrive lo spirito di questi anni, focalizzandosi sulla Liguria degli ultimi anni cinquanta, mentre il regista Francesco Rosi nel film Le mani sulla città (1962) mostra, invece, la drammatica situazione napoletana.
Gli effetti urbanistici, ma anche sociali, della speculazione edilizia sulla città di Roma vengono descritti da Walter Siti nel libro Il Contagio, che descrive l'attuale stile di vita degradato degli abitanti delle borgate, sorte proprio negli anni del boom economico ad opera di diversi speculatori edilizi (l'autore fa cenno alla vicenda di Carlo Francisci).